# Världsmästerskapen i bordtennis 2011
Världsmästerskapen i bordtennis 2011 spelades i Ahoy i Rotterdam under perioden 8–15 maj 2011. Valet av spelort gjordes i februari 2008, och upplagan var den 51:a genom tiderna. Turneringen organiserades av ITTF och Nederländernas bordtennisförbund (NTTB). GAC GROUP var titelsponsor.

## Program
Fem individuella tävlingar spelades.Kvalomgångar hölls den 8-9 maj..
|  | Omgångar i huvudlottningen |
|  | Finaler                    |

| Datum       | 8 maj | 9 maj | 10 maj | 11 maj | 12 maj | 13 maj | 14 maj | 15 maj |
| ----------- | ----- | ----- | ------ | ------ | ------ | ------ | ------ | ------ |
| Herrsingel  |       |       | 1R     | 2R, 3R | 3R, 4R | 4R     | QF     | SF, F  |
| Damsingel   |       |       | 1R     | 2R, 3R | 4R     | QF, SF | F      |        |
| Herrdubbel  |       |       | 1R, 2R | 3R     | QF     |        | SF, F  |        |
| Damdubbel   |       |       | 1R, 2R |        | 3R     | QF     | SF     | F      |
| Mixeddubbel |       | 1R    | 2R, 3R | 4R     | QF, SF | F      |        |        |

## Medaljsummering

### Medaljligan
| Pl.   | Nation   | Guld | Silver | Brons | Totalt |
| ----- | -------- | ---- | ------ | ----- | ------ |
| 1     | Kina     | 5    | 5      | 4     | 14     |
| 2     | Hongkong | 0    | 0      | 2     | 2      |
| 2     | Sydkorea | 0    | 0      | 2     | 2      |
| 3     | Tyskland | 0    | 0      | 1     | 1      |
| 3     | Japan    | 0    | 0      | 1     | 1      |
| Total | Total    | 5    | 5      | 10    | 20     |

### Discipliner
| Disciplin               | Guld                | Silver            | Brons                       |
| Herrsingel Detaljer...  | Zhang Jike          | Wang Hao          | Timo Boll                   |
| Herrsingel Detaljer...  | Zhang Jike          | Wang Hao          | Ma Long                     |
| Damsingel Detaljer...   | Ding Ning           | Li Xiaoxia        | Liu Shiwen                  |
| Damsingel Detaljer...   | Ding Ning           | Li Xiaoxia        | Guo Yue                     |
| Herrdubbel Detaljer...  | Ma Long Xu Xin      | Chen Qi Ma Lin    | Jung Young-Sik Kim Min-Seok |
| Herrdubbel Detaljer...  | Ma Long Xu Xin      | Chen Qi Ma Lin    | Wang Hao Zhang Jike         |
| Damdubbel Detaljer...   | Guo Yue Li Xiaoxia  | Ding Ning Guo Yan | Kim Kyung-Ah Park Mi-Young  |
| Damdubbel Detaljer...   | Guo Yue Li Xiaoxia  | Ding Ning Guo Yan | Jiang Huajun Tie Ya Na      |
| Mixeddubbel Detaljer... | Zhang Chao Cao Zhen | Hao Shuai Mu Zi   | Cheung Yuk Jiang Huajun     |
| Mixeddubbel Detaljer... | Zhang Chao Cao Zhen | Hao Shuai Mu Zi   | Seiya Kishikawa Ai Fukuhara |

## Mästare

### Herrsingel
Zhang Jike slår  Wang Hao, 12–10, 11–7, 6–11, 9–11, 11–5, 14–12. 

### Damsingel
Ding Ning slår  Li Xiaoxia, 12–10, 13–11, 11–9, 8–11, 8–11, 11–7. 

### Herrdubbel
Ma Long /  Xu Xin slår  Chen Qi /  Ma Lin, 11–3, 11–8, 4–11, 11–4, 11–7. 

### Damdubbel
Guo Yue /  Li Xiaoxia slår  Ding Ning /  Guo Yan, 11–8, 11–5, 13–11, 11–8. 

### Mixeddubbel
Zhang Chao /  Cao Zhen slår  Hao Shuai /  Mu Zi, 11–7, 11–7, 11–9, 9–11, 11–8.